# 18-й армейский корпус (вермахт)
18-й армейский корпус (нем. XVIII. Armeekorps), сформирован в августе 1939 года (штаб корпуса был создан 1 апреля 1938 года).
1 ноября 1940 года — переформирован в 18-й горный корпус.

## Боевой путь корпуса
В сентябре-октябре 1939 года — участие в Польской кампании.
В мае-июне 1940 года — участие во Французской кампании.

## Состав корпуса
В сентябре 1939:
- 2-я танковая дивизия
- 3-я горнопехотная дивизия
- 4-я лёгкая дивизия

В июне 1940:
- 25-я пехотная дивизия
- 81-я пехотная дивизия
- 290-я пехотная дивизия

## Командующие корпусом
- С августа 1939 — генерал пехоты Ойген Бейер
- С 5 июня 1940 — генерал-лейтенант Герман риттер фон Шпек (первый из немецких генералов, погибший во Второй мировой войне)
- С 15 июня 1940 — генерал-лейтенант Франц Бёме